# 자와인

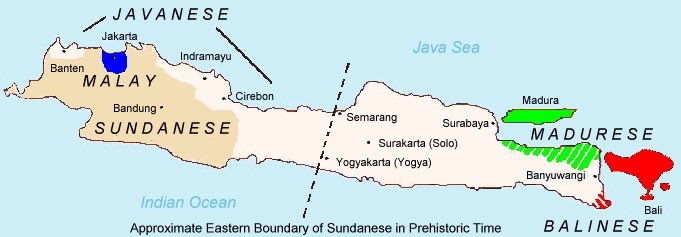
자와어 분포도

자와인(인도네시아어: Suku Jawa, 자와어: Wong Jawa, 문화어: 쟈와족)은 인도네시아의 자와섬에 사는 다수 민족으로 섬의 중부와 동부에서 주류를 이룬다. 2004년 기준 약 9천만명으로 추산되며, 현재 인도네시아에서 가장 큰 민족 집단이다. 자와어를 사용하며 대부분 이슬람교를 믿는다.

## 같이 보기
- 순다인